# Sphaerostephanos efogensis
Sphaerostephanos efogensis är en kärrbräkenväxtart som beskrevs av Holtt. Sphaerostephanos efogensis ingår i släktet Sphaerostephanos och familjen Thelypteridaceae. Inga underarter finns listade.